# Cymodusa tibialis
Cymodusa tibialis là một loài tò vò trong họ Ichneumonidae.